# جم سلطان
جم سلطان (۲۲ دسامبر ۱۴۵۹ – ۲۵ فوریهٔ ۱۴۹۵)، که در فرانسه زیزیم خوانده می‌شد، شاعر و مدعی امپراتوری عثمانی در قرن پانزدهم بود.
جم سومین پسرِ سلطان محمد دوم و برادر ناتنی کوچک‌تر بایزید دوم و در نتیجه عموی ناتنی سلطان سلیم یکم بود. پس از شکست از بایزید دوم، جم به مصر و اروپا تبعید شد و در نهایت در ناپل درگذشت.
او یک دیوان به فارسی و دیوانی به ترکی دارد.